# Château du Mont-à-la-Vigne
Le château du Mont-à-la-Vigne est une demeure des XVe – XVIe siècles qui se dresse sur le territoire de l'ancienne commune française de Monteille, dans le département du Calvados, en région Normandie. L'édifice est inscrit au titre des monuments historiques.

## Localisation
Le château se situe sur une éminence dans la vallée de la Vie, au-dessus du village de Monteille, au sein de la commune nouvelle de Mézidon Vallée d'Auge, dans le département français du Calvados.

## Historique
Les campagnes principales de construction du château datent du XVe, puis des XVIe et XVIIe siècles.
L’édifice a joué un rôle notable dans la région au moment des guerres de Religion du XVIe siècle.
L’édifice est indiqué appartenir à la famille de Tesson par Arcisse de Caumont. En 1778, il appartient au comte de Tesson de la Viéville, seigneur de Monteille et autres lieux.

## Description
Arcisse de Caumont (1801-1873) indique que les bâtiments s’organisent autour d’une cour, avec des tourelles et des fossés.
Le même auteur date les bâtiments du XVe et du XVIe siècle,.
Il subsiste un corps de logis des XVe et XVIe siècles en pierre et pans de bois, ceint d'une enceinte flanquée de quatre tours.

## Protection
L'ancien château est inscrit au titre des monuments historiques par arrêté du 24 septembre 1932.